# ユーリ・ローエンタール
ユーリ・ローエンタール（Yuri Lowenthal, 1971年3月5日 - ）は、アメリカ合衆国の声優。
アニメやゲームへの吹き替えが多い。
代表作は『NARUTO -ナルト-』（うちはサスケ）、『コードギアス』シリーズ（枢木スザク）、『今日からマ王！』（渋谷有利）、『天元突破グレンラガン』（シモン）、『アフロサムライ』（ジンノスケ/クマ）、『ベン10:エイリアン・フォース』（ベン・テニスン）、ゲーム『ファイナルファンタジーIV（ニンテンドーDS版）』（セシル・ハーヴィ）、『I Love Bees』（Kamal）などがある。

## 人物
オハイオ州アライアンス出身。
バージニア州ウィリアムズバーグにあるウィリアム・アンド・メアリー大学卒業。日本に留学した経験も持つ。
親友は声優のダグ・アーホルツ。妻であるタラ・プラットとは2004年に インデペンデント映画会社Monkey Kingdom Productionsを設立し、 数年後に『ペルソナ3』と『ペルソナ4』で共演した。

## 出演作品
太字はメインキャラクター

### テレビアニメ
- アイシールド21（小早川セナ）
- A.T.O.M.（サイラス・グリーン）
- アフターワールド（Mr.フランク、タナカ）
- アフロサムライ（ジンノスケ/クマ）
- 韋駄天翔（大和翔）
- SDガンダムフォース（爆熱丸）
- Ergo Proxy（デダルス・ユメノ）
- ウルトラマニアック（辻合宏基）
- ウルヴァリン・アンド・ジ・X-メン（アイスマン/ボビー・ドレイク）
- GIRLSブラボー（佐々木雪成）
- かみちゅ!（八島様）
- 巌窟王（ラウル・ド・シャトー＝ルノー）
- ガン×ソード（ジョシュア・ラングレン）
- 今日からマ王（渋谷有利）
- グレネーダー 〜ほほえみの閃士〜（風龍王）
- 絢爛舞踏祭 ザ・マーズ・デイブレイク（小カトー・タキガワ）
- コードギアス 反逆のルルーシュ（枢木スザク）
  - コードギアス 反逆のルルーシュR2（枢木スザク）
- 金色のガッシュベル（ダニー、ドンポッチョ）
- 最遊記シリーズ（悟空）※Jimmy Benedict名義
  - 最遊記RELOAD
  - 最遊記GUNLOCK
- ジャングルはいつもハレのちグゥ（ワジ）
- スクラップド・プリンセス（レオポルド・スコルプス）
- 精霊の守り人（トーヤ）
- 蒼穹のファフナー（春日井甲洋）
- DearS（キィ）
- デジモンセイバーズ（ネオン）
- テニスの王子様（水野カツオ、跡部景吾）
- NARUTO -ナルト-（うちはサスケ、他）
- NARUTO 疾風伝（うちはサスケ）
- ノエイン もうひとりの君へ（後藤ユウ）
- バットマン:ブレイブ&ボールド（ミスター・ミラクル）
- 花右京メイド隊（花右京太郎）
- B-伝説! バトルビーダマン（バークハート、シグマ）
- BLUE DRAGON（シュウ）
- BLEACH（浅野啓吾、幼少時の阿散井恋次、他）
- 武装錬金（鷲尾、ヴィクター）
- ベン10:エイリアン・フォース（ベン・テニスン、エイリアンX、JT（第1話のみ）、オムニトリックス）
- Huntik: シークレット& シーカーズ（ロキ・ランバート）
- ボボボーボ・ボーボボ（ライス、メガファン）
- ホリッド・ヘンリー: パーク・アンリーシュド（ホリッド・ヘンリー）
- ママレード・ボーイ（須王銀太）
- MÄR-メルヘヴン-（アルヴィス）
- モンスターハイ（クロード・ウルフ、デュース・ゴーゴン、ギル他）
- ヤング・ジャスティス（ガース他、）
- 流星のロックマン（最小院キザマロ）
- リージョン・オブ・スーパーヒーローズ（スーパーマン、スーパーマンX/カル＝エル、スーパーボーイ）
- RAVE （ハル・グローリー）

### 劇場版アニメ
- アフロサムライ：RESURRECTION（ジンノスケ/クマ）
- 劇場版 NARUTO -ナルト- 大活劇!雪姫忍法帖だってばよ!!（うちはサスケ）
- 腰抜けヒーロー大冒険!!（プリンス・アレクサンダー）
- デジモンテイマーズ 冒険者たちの戦い（浦添カイ）
- ニンジャバットマン（ダミアン・ウェイン/ロビン）
- バイオハザード ディジェネレーション（上院議員の護衛1、他）
- パプリカ（時田浩作）
- UFO学園の秘密 The Laws of The Universe Part0（タイラ、日下部大空）

### OVA
- 鴉 -KARAS-（ケン）
- ジャングルはいつもハレのちグゥ デラックス（ワジ）
- ティーン・タイタンズ 東京で大ピンチ!（スカーフェイス、日本のバイク乗り）
- 低俗霊DAYDREAM（藤原充）
- ファイナルファンタジーVII アドベントチルドレン（Inhabitants of Midgar Edge）
- HELLSING（ピップ・ベルナドット）
- ロボテック・シャドウ・クロニクル（マーカス）

### ゲーム
- アーバンレイン（KG、他）※ノンクレジット
- w:I Love Bees（Kamal Zaman）
- 悪魔城ドラキュラX 月下の夜想曲（PSP版）（アルカード）※ノンクレジット
- 悪魔城ドラキュラ ジャッジメント（アルカード）※ノンクレジット
- アフロ・サムライ（ジンノスケ/クマ）
- アンチャーテッド エル・ドラドの秘宝（Mercenary）
- ウォーキング・デッド シーズン3（ポール・リンガード）
- エースコンバット・ゼロ ザ・ベルカン・ウォー（ラリー・（ピクシー）・フォルク (voice segments only)）※ノンクレジット
- エースコンバット6 解放への戦火（トーシャ・ミジェシク）
- オーディンスフィア（コルネリウス）※ノンクレジット
- オペレーション・ダークネス（エドワード・カイル）※ノンクレジット
- カドゥケウスシリーズ
  - カドゥケウスZ 2つの超執刀（月森孝介）※ノンクレジット
  - カドゥケウス ニューブラッド（月森孝介）※ノンクレジット
  - 救急救命 カドゥケウス2（月森孝介）※ノンクレジット
- カンパニー・オブ・ヒーローズ（Airborne (day)、他）
- ギルティギア2（シン、あの男）※ノンクレジット
- クリムゾン ジェム サーガ（Elluard）※ノンクレジット
- グローランサーV（ギャリック、他）※ノンクレジット
- クロスエッジ（ロゼリュクス・マイツェン、ゼロス）
- ゲームセンターCX 有野の挑戦状（幼少期の有野）※ノンクレジット
- 幻想水滸伝V（カイル）※ノンクレジット
- ゴーストバスターズ・ザ・ビデオゲーム
- コール オブ デューティ2（役名表記無し）
- w:Command & Conquer 3: Kane's Wrath（役名表記無し）
- JEANNE D'ARC（ロジェ）
- スターオーシャン1 First Departure （ラティクス・ファーレンス[2]）
- スパイダーマン・ウェブ・オブ・シャドウズ（ナイトクローラー）※ノンクレジット
- サイレントヒル3（ヴィンセント・スミス（HDリマスター版））
- Sunset Overdrive（プレイヤー（男性ボイス））
- Saints Rowシリーズ
  - Saints Row 2（ショーゴ・アクジ、他）
  - Saints Row: The Third（マット・ミラー、ゲンキ博士）
  - Saints Row IV（マット・ミラー）
- ゼノサーガ エピソードIII［ツァラトゥストラはかく語りき］（ケビン・ウィニコット）
- スカイランダース・ジャイアンツ （フライト・ライダー/追加の声）
- 戦場のヴァルキュリア（Behind her Blue Flame DLC- Johann Oswald Eisen）
- ソウルクレイドル 世界を喰らう者（主人公（男）、ギグ）※ノンクレジット
- ソウルキャリバー レジェンズ（Michael）※ノンクレジット
- ソウルキャリバーIV（男性ボイス1）
- ソウルキャリバーV（パトロクロス・アレクサンドル）
- Sonny 2（Twisted Experiment）
- タイムホロウ 奪われた過去を求めて（時尾亘）※ノンクレジット
- 大乱闘スマッシュブラザーズ SPECIAL（マルス、アルカード）
- ダンジョン&ドラゴンズ ドラゴンシャード
- テイルズ オブ ジ アビス（ルーク・フォン・ファブレ、アッシュ）※ノンクレジット
- テイルズオブザワールド レディアントマイソロジー（ルーク・フォン・ファブレ）※ノンクレジット
- DIGITAL DEVIL SAGA アバタール・チューナー（サーフ）※ノンクレジット
- デストロイ オール ヒューマンズ!2（Dr. Go!）
- .hack//G.U.（ハセヲ）
  - .hack//G.U. vol.1//再誕
  - .hack//G.U. vol.2//君想フ声
  - .hack//G.U. vol.3//歩くような速さで
  - .hack//G.U. Last Recode
- ドラグナーズアリア 竜が眠るまで（ルスラン・アベリツェフ）
- トランスフォーマー THE GAME（役名表記無し）
- NARUTO -ナルト-シリーズ（うちはサスケ）
  - NARUTO -ナルト- 最強忍者大結集シリーズ
  - NARUTO -ナルト- ナルティメットヒーローシリーズ
  - NARUTO -ナルト- 激闘忍者大戦!シリーズ
  - Naruto: Rise of a Ninja
  - Naruto: The Broken Bond
  - NARUTO うずまき忍伝
  - NARUTO-ナルト-木ノ葉スピリッツ!!
  - NARUTO -ナルト- 忍列伝
  - NARUTO -ナルト- 忍列伝Ⅱ
- ニンジャブレイド（クロウ・サカモト）
- ノーモア★ヒーローズ2 デスパレート・ストラグル（チャーリー・マクドナルド、ジャスパー・バット・ジュニア）
- Bioshock2（クローラー）
- バイオハザード アンブレラ・クロニクルズ（リチャード・エイケン）※ノンクレジット
- バイオハザード6（フィン・マコーレー）
- バテン・カイトスII 始まりの翼と神々の嗣子（ジャコモ）
- ヴァルキリープロファイル2 シルメリア（ダレス、ウル）※ノンクレジット
- パワーレンジャー・スーパーレジェンズ（マイティ・モーフィン・レッドレンジャー、オメガレンジャー、未来世界のオメガレンジャー）
- ファイナルファンタジーシリーズ（役名表記無し）
  - ファイナルファンタジーIV（DS版）（セシル・ハーヴィ）※ノンクレジット
  - ファイナルファンタジーXII（レックス）
  - ディシディア ファイナルファンタジー（セシル・ハーヴィ）
  - ディシディア デュオデシム ファイナルファンタジー（セシル・ハーヴィ）
  - ダージュ オブ ケルベロス ファイナルファンタジーVII
- プリニー 〜オレが主人公でイイんスか?〜（ターメリック）
- プリンス・オブ・ペルシャ 時間の砂（プリンス）
- プリンス・オブ・ペルシャ 二つの魂（プリンス）
- PROJECT SYLPHEED（Night Raven A）※ノンクレジット
- Prototype
- ベヨネッタ（ルカ）
- ペルソナ3（主人公、望月綾時、ファルロス）※ノンクレジット
- ペルソナ4（花村陽介）※ノンクレジット
- デビルサバイバー2ブレイクレコード（秋江譲)
- ベン10 エイリアン・フォース（ベン・テニスン）
- ポンコツ浪漫大活劇バンピートロット（ダンディリオン）※ノンクレジット
- マーベル アルティメット アライアンス2 フュージョン（アイスマン）
- マグナカルタ2（クロセル・リードン）※ノンクレジット
- マックス　アナーキー（ゼロ、エドガー・オインキー）
- マッドマックス (2015年のゲーム)（スタンク・ガム）
- 無双シリーズ
  - 真・三國無双4（孫策）※ノンクレジット
  - 真・三國無双4: Empires（孫策）※ノンクレジット
  - 真・三國無双4: Xtreme Legends（孫策）※ノンクレジット
  - 真・三國無双5（孫策、張郃）※ノンクレジット
  - 無双OROCHI（孫策、張郃）※ノンクレジット
- メダル・オブ・オナー ライジングサン（イチロー・ハリー・タナカ）
- メダル・オブ・オナー ヴァンガード（フランク・キーガン）
- 約束の地リヴィエラ（アイン）※ノンクレジット
- ラジアータ ストーリーズ（ダニエル）※ノンクレジット
- ルミナスアーク（ヒース）※ノンクレジット
- RAVE（ハル・グローリー）
- Rave Master: Special Attack Force!（ハル・グローリー）
- GRID|レース・ドライバー グリッド（日本人アナウンサー）
- レッドスティール※ノンクレジット
- レッドファクション:ゲリラ
- ローグギャラクシー（スティーブ）
- ロマンシング サガ -ミンストレルソング-（アルベルト）※ノンクレジット
- ワイルドアームズ ザ フォースデトネイター（アルノー・G・ヴァスケス）※ノンクレジット
- ワイルドアームズ ザ フィフスヴァンガード（ディーン・スターク）※ノンクレジット

### 吹き替え
- あずみ（うきは（成宮寛貴））
- 魁!クロマティ高校

### テレビドラマ
- エイリアス（ビショップの運転手）
- Close to Home（EMT）
- ギルモア・ガールズ（カール）
- ターミネーター サラ・コナー・クロニクルズ（クリストファー・ガーヴィン）

### 映画
- Tumbling After（グレッグ）
- Death's Door（ライアン）
- Pissed（ブラード）
- Midnight Days（兵士）

### テレビ映画
- If You Lived Here, You'd Be Home Now（ニック）

### ビデオ映画
- Monstersdotcom（ボブ）
- ロボテック：シャドウ・クロニクル (影の年代記 , Robotech Shadow Chronicles)  （マーカス・ラッシュ、Marcus Rush, 2007年 ）

### 本人出演
- アドベンチャーズ・イン・ボイス・アクティング

### ウェブサイト
- Galacticast（RoboJew、父親）